# بارك هونان
بارك هونان (بالإنجليزية: Park Honan)‏ هو كاتب سير وكاتب أمريكي، ولد في 17 سبتمبر 1928 في أوتيكا في الولايات المتحدة، وتوفي في 27 سبتمبر 2014.